# Otte Thott til Næs
Otte Tagesen Thott (født 21. november 1607 på Eriksholm, død 10. september 1656 på Malmøhus) til Næs var en dansk rigsråd.
Han var søn af Tage Ottesen Thott til Eriksholm (død 1658) og dennes første hustru, Helvig Rantzau.
Efter sin mors tidlige død blev han opdraget hos sin fars faster Karen Thott på Skabersø, efter hvis død han i 1617 kom til hoffet. I 1621 sendtes han sammen med Ove Barnekow til Nederlandene og studerede her bl.a. ved Universitetet i Leiden, men kom i 1623 tilbage og gik derefter 4 år i Sorø Skole. I 1627 rejste han til Frankrig, studerede her i Bourges, hvor han var "den tyske Nations" prokurator, og tog del i La Rochelles belejring.
Endelig kom han hjem i 1630, blev i 1631 hofjunker, ledsagede 1632 sin far på en udsending til Tyskland, blev samme år kammerjunker, 1634 lensmand på Bohus, 1640 på Tranekær, 1642 på Sølvitsborg. Da han uden gyldig grund forlod dette slot ved krigens udbrud, pådrog han sig kongens vrede. Dog blev han i 1645 befalet at ledsage den fjendtlige hær ud af landet; men han mistede sit len og fik intet nyt i Christian 4.’s tid. I 1649 beskikkedes han til at være den ene af to landkommissærer i Skåne, og i 1651 efterfulgte han sin far som lensmand på Malmøhus, som han beholdt til sin død. I 1655 blev han rigsråd.
Otte Thott var en af de største skånske jordbesiddere, idet han her ejede Næs, hvor han stiftede et hospital, Eriksholm, Søfde, Tullesbo, Snogeholm, Tostrup, Brødegård, Mogenstrup, Verpinge, Ågerup og Rydsgård. Desuden ejede han i Jylland Søndervang, men den solgte han i 1653.
Han blev gift første gang 25. oktober 1634 med Jytte Knudsdatter Gyldenstierne (17. februar 1617 – 29. august 1640), anden gang 14. maj 1643 med Dorthe Holgersdatter Rosenkrantz, der levede som enke 1666, efter at Otte Thott var død 1656.